# Celastrus vaniotii
Celastrus vaniotii är en benvedsväxtart som först beskrevs av Leveille, och fick sitt nu gällande namn av Alfred Rehder. Celastrus vaniotii ingår i släktet Celastrus och familjen Celastraceae. Inga underarter finns listade.